# Michigan–Wacker Historic District
Le Michigan–Wacker Historic District est un district historique situé dans les secteurs communautaires du Loop et de Near North Side à Chicago, dans l'État de l'Illinois. Le quartier est réputé pour le passage de la rivière Chicago et les deux ponts qui la traversent, ainsi que pour les onze bâtiments et gratte-ciel historiques construits dans les années 1920. Il est traversé du nord au sud par le prestigieux Magnificent Mile, une portion de Michigan Avenue.

## Bâtiments remarquables
Parmi ses bâtiments remarquables, voici ceux qui font partie des Chicago Landmarks (CL) :
- 333 North Michigan
- London Guarentee Building (360 North Michigan)
- Carbide & Carbon Building (230 North Michigan)
- Pont de Michigan Avenue
- Fort Dearborn
- 35 East Wacker
- Mather Tower (75 East Wacker Drive)
- Heald Square Monument
- Tribune Tower (435 North Michigan)
- Wrigley Building

## Description

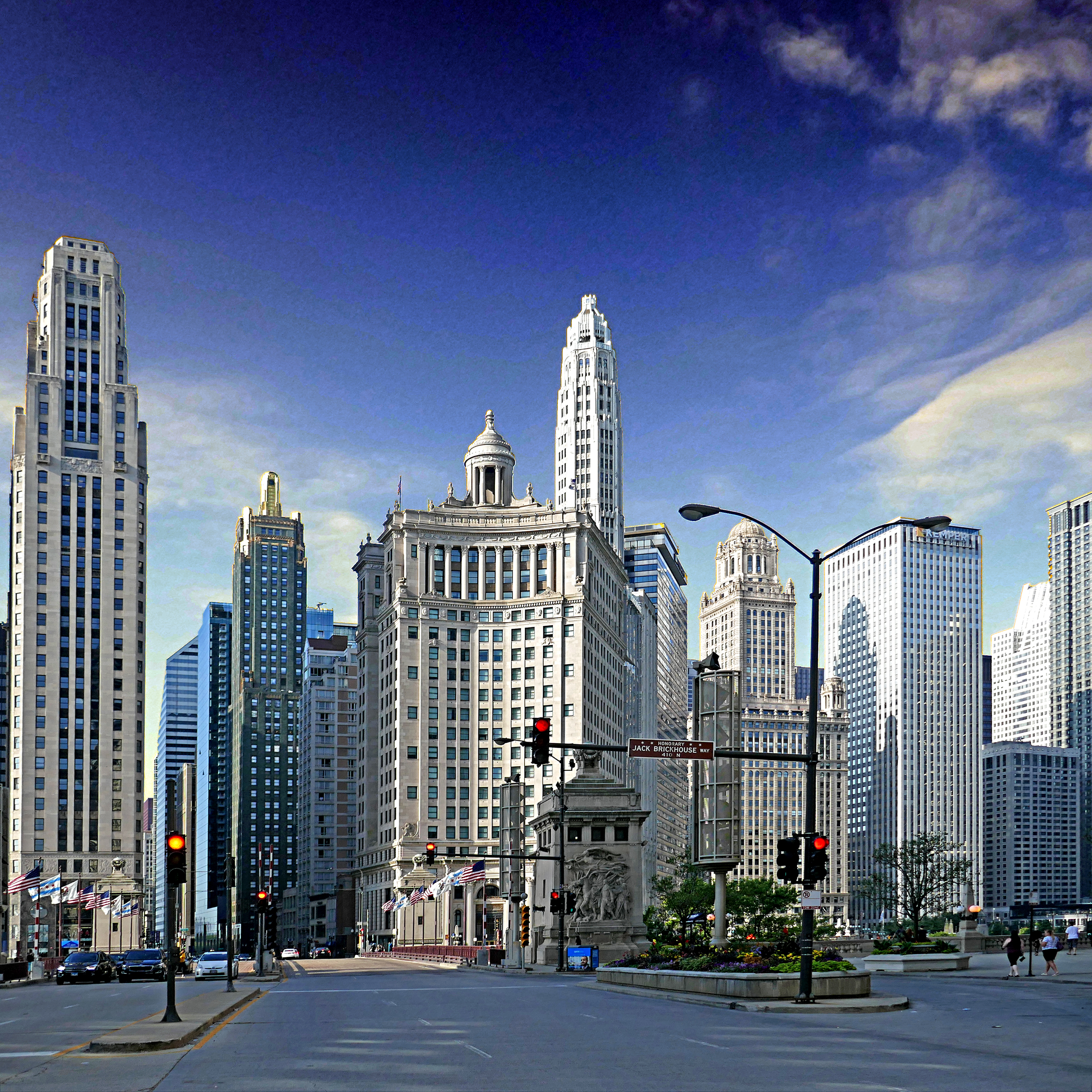
Pont de Michigan Avenue et partie sud du quartier

Parmi les autres endroits notables on peut citer le Pioneer Court, le Jean Baptiste Point du Sable Homesite (401 North Michigan), qui est un National Historic Landmark en tant que premier lieu de résidence permanent à Chicago, le Wrigley Building (410 North Michigan) et l'InterContinental Chicago Magnificent Mile (anciennement Medinah Athletic Club). Le quartier est situé juste au nord de l'Historic Michigan Boulevard District. Le quartier inclut les bâtiments ayant des adresses sur North Michigan Avenue, East Wacker Drive, North Wabash Avenue et East South Water Street. Les autres rues du quartier sont Rush Street, Hubbard, Illinois et Kinzie,.
La majorité de ces bâtiments se trouvent sur la prestigieuse Michigan Avenue, les adresses allant du 230 North Michigan au 505 North Michigan. Le quartier inclut aussi des parties de Michigan Avenue, Wacker Drive et East South Water Street qui font toutes partie des nombreuses rues à plusieurs niveaux de Chicago,. La plupart de ses bâtiments historiques et gratte-ciel sont d'architecture gothique ou baroque.
Il est sur la liste du Registre national des lieux historiques (NRHP) depuis le 15 novembre 1978.